# Regiel dolny

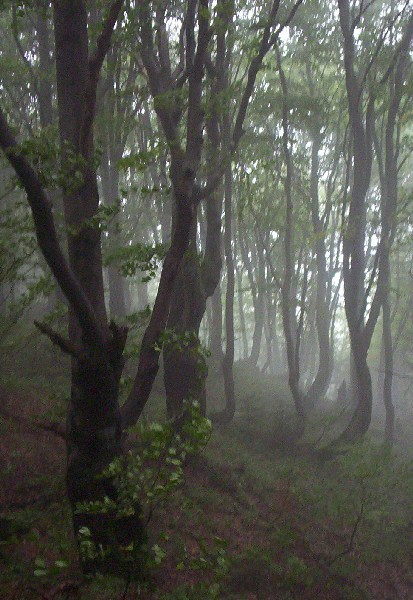
Buczyna karpacka w Bieszczadach Zachodnich

Regiel dolny w klimacie umiarkowanie chłodnym jest to piętro lasów liściastych i mieszanych występujące powyżej piętra pogórza i poniżej regla górnego.
W Tatrach występuje ono na wysokości od 650 do 1200–1250 m n.p.m., w Gorcach na wysokości od 600 do 1150 m n.p.m., na Babiej Górze na wysokości od 700 do 1150 m n.p.m., w Wielkiej Fatrze na wysokości od 600 do 1000–1200 m n.p.m., w Karpatach Wschodnich na wysokości od 450-500 do 920 m n.p.m. (w Czarnohorze do 1300 m n.p.m.), w Karkonoszach i Masywie Śnieżnika na wysokości od 400-500 do 1000 m n.p.m.
Formacją roślinną regla dolnego w Polsce są głównie buczyny, które w większości zostały w ciągu kilkuset ostatnich lat zastąpione sztucznymi borami świerkowymi. Mniejszą rolę odgrywają inne typy lasów, np.:
- dolnoreglowe bory jodłowo-świerkowe i lasy jodłowe Abieti-Piceetum, Galio-Piceetum, Galio-Abietetum (np. doliny: Strążyska i Białego w Tatrach),
- bór świerkowy na torfie Bazzanio-Piceetum (Babia Góra, Góry Stołowe, Góry Bystrzyckie),
- jaworzyny (All. Tilio-Acerion),
- lasy łęgowe (łęgi) (All. Alno-Ulmion).

Flora regla dolnego to m.in.: kosmatka gajowa, żywiec dziewięciolistny, żywiec gruczołowaty, przytulia okrągłolistna, przenęt purpurowy, starzec jajowaty (s. Fuchsa), krokusy, lilia złotogłów, zimowit jesienny, paprotnica górska, dziewięćsił bezłodygowy.
Na terenie tego piętra występują gleby brunatne górskie, głównie kwaśne i zdegradowane. Średnie temperatury roczne kształtują się na poziomie +4 do +6 °C. Jest tutaj dość skrócony okres wegetacyjny, natomiast dłuższy okres zalegania pokrywy śnieżnej od niżej położonego piętra.